# 尾張旭市文化会館

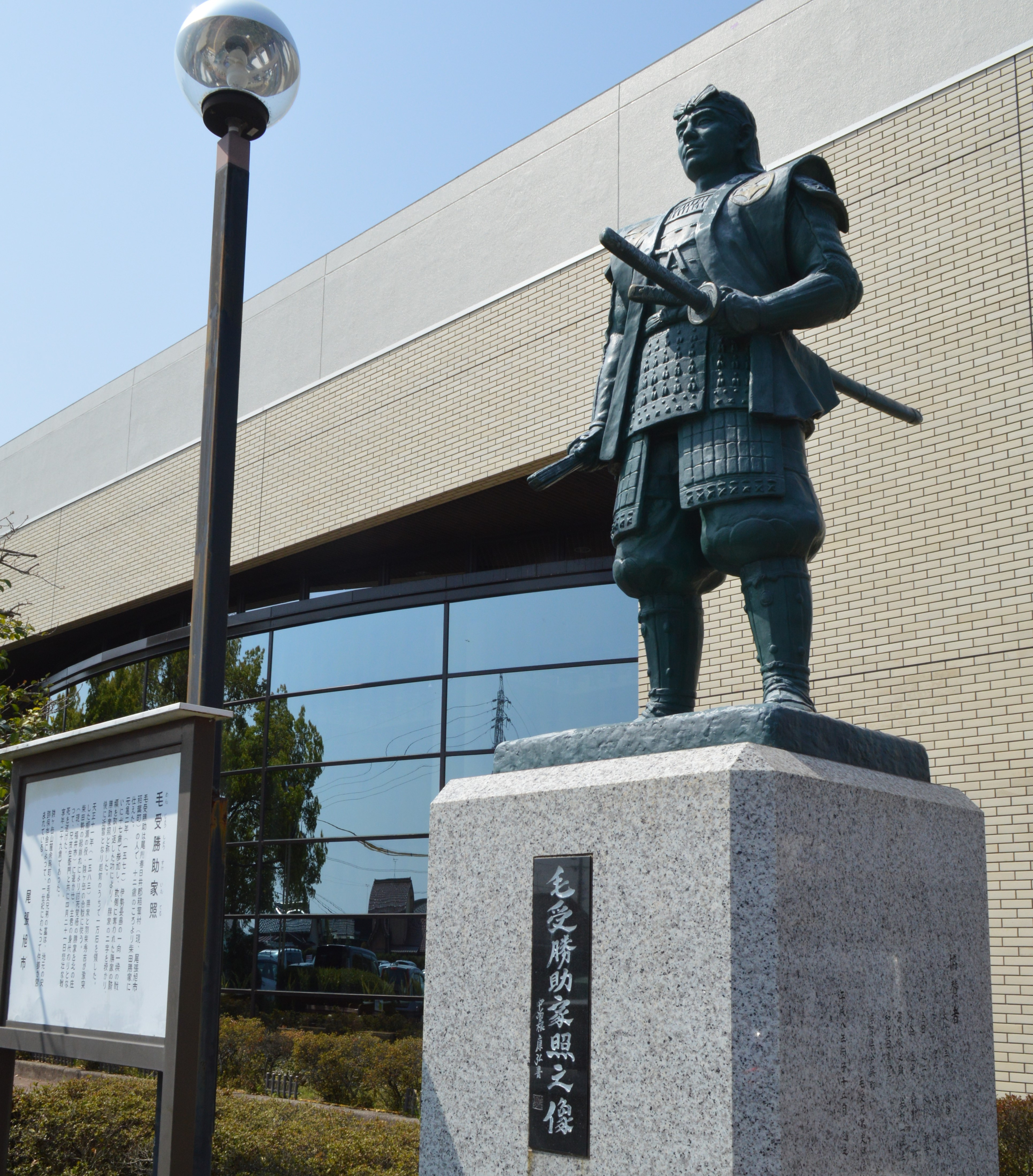
毛受勝照像

尾張旭市文化会館（おわりあさひしぶんかかいかん）は、愛知県尾張旭市にある多目的ホール。

## 歴史
1970年（昭和45年）に市制施行した尾張旭市の市制施行10周年記念事業の一環として計画された。1980年（昭和55年）7月31日に着工し、1981年（昭和56年）8月31日に竣工、1981年（昭和56年）10月に開館した。こけら落とし公演は落語・漫才・奇術の演芸会であり、ピークを過ぎた漫才コンビのWけんじを招いている。2004年（平成16年）に地方自治法が改正されて指定管理者制度が導入されると、2007年（平成19年）には尾張旭市内の公共施設として初めて指定管理者制度を導入した。愛知県舞台運営事業協同組合を構成団体代表とし、NHK中部ブレーンズ、サンデーフォークプロモーション、旭興業の4社による共同企業体が管理運営を委託されている。なお、県外施設の尾張あさひ苑は2006年（平成18年）度に指定管理者に移行している。
開館から35年以上が経過して施設の老朽化が顕著となっていること、2019年（令和元年）春季に愛知県森林公園で開催される第70回全国植樹祭の荒天会場となるため、2018年（平成30年）5月から2019年（平成31年）3月末まで休館して大規模改修工事を実施した。アール・アイ・エーの実施設計、鴻池組の施工により、ホール天井の耐震化、各種機器の改修が行われた。

## 特徴
敷地面積は10,865.00m2、建築面積は3,632.33m2、延床面積は3,632.33m2である。名鉄瀬戸線 尾張旭駅から徒歩で約8分。収容人員1000人の「文化会館ホール」、収容人員293人の「あさひのホール」という2つのホール、絵画・工芸・彫刻品用の展示室がある。
尾張旭市民に幅広く芸術を鑑賞する機会を提供するために、文化会館では自主事業を展開している。1984年（昭和59年）度には5事業、1993年（平成5年）度には10事業、2000年（平成12年）度には5事業、2007年（平成19年）度には16事業を展開した。自主事業では著名な音楽家や芸能人を招聘している。

## 招聘した著名人
出典：『尾張旭市誌 現代史編』
- Wけんじ
- SKD
- 宝塚歌劇花組
- 谷村新司
- 堀内孝雄
- 鈴木健二
- 加藤登紀子
- 京唄子
- 武田鉄矢
- 南こうせつ
- 桂米朝
- 間寛平
- 笑福亭仁鶴
- 五輪真弓
- 松山千春
- 天野鎮雄
- 山田昌
- 河島英五
- 羽田健太郎
- 森公美子
- 小椋佳
- ベンチャーズ
- 由紀さおり
- ウィーンの森少年合唱団
- パリ木の十字架少年合唱団